# Gare de Lyon-Jean Macé
Gare de Lyon-Jean Macé vasútállomás Franciaországban, Lyon településen.

## Vasútvonalak
Az állomást az alábbi vasútvonalak érintik:
- Lyon-Perrache–Genf-vasútvonal
- Lyon-Perrache–Grenoble–Marseille-Saint-Charles-vasútvonal

- Lyon–Genf-vasútvonal
- Párizs–Marseille-vasútvonal
- Lyon-Perrache-Grenoble-Marseille-vasútvonal

## Kapcsolódó állomások
A vasútállomáshoz az alábbi állomások vannak a legközelebb:
- Lyon-Perrache pályaudvar
- Gare de Saint-Fons
- Gare de Vénissieux